# ブロック・バウアーズ
- ブロック・バウワーズ

ブロック・アレン・バウアーズ（Brock Allen Bowers, 2002年12月13日 - ）は、アメリカ合衆国カリフォルニア州ナパ出身のプロアメリカンフットボール選手。NFLのラスベガス・レイダースに所属している。ポジションはタイトエンド。

## 経歴

### カレッジ
ジョージア大学では1年目の2021年シーズン、同じポジションの上級生ダーネル・ワシントン、アリク・ギルバートと併用される予定だったが、ワシントンが怪我で離脱し、ギルバートは個人的な理由でチームを離れたため、出場機会が増加した。開幕2試合目のUAB戦では100レシーブ獲得ヤード、2つのレシービングTDを記録した。アラバマ大学とのSECチャンピオンシップでは10レシーブ、139レシーブ獲得ヤード、1つのレシービングTDを記録したが、チームは敗れた。CFPナショナルチャンピオンシップの準決勝にあたるミシガン大学とのオレンジボウルでは5レシーブ、55レシーブ獲得ヤード、1つのレシービングTDを記録し、勝利に貢献した。ナショナルチャンピオンシップではアラバマ大学と再戦。試合終盤にリードを広げるレシービングTDを記録するなどして勝利に貢献し、チームは41年ぶりとなる全米制覇を成し遂げた。シーズン全体で56レシーブ、882レシーブ獲得ヤード、13のレシービングTDを記録してSECの新人王を受賞し、オールアメリカンセカンドチーム、オールSECファーストチームに選出された。
2022年シーズン、2022年10月29日のフロリダ大学戦で5レシーブ、キャリアハイとなる153レシーブ獲得ヤード、73ヤードのレシービングTDを記録した。CFPナショナルチャンピオンシップの準決勝にあたるオハイオ州立大学とのピーチボウルでは4レシーブ、64レシーブ獲得ヤードを記録して勝利に貢献した。TCUとのナショナルチャンピオンシップでは7レシーブ、152レシーブ獲得ヤード、1つのレシービングTDを記録。チームは65-7と圧勝し、連覇を成し遂げた。シーズン全体では63レシーブ、942レシーブ獲得ヤード、7つのレシービングTDを記録してオールアメリカンファーストチームに選出され、カレッジで最も優れたタイトエンドに贈られるジョン・マッキー賞を受賞した。

### ラスベガス・レイダース
2024年のNFLドラフト1巡全体13位でラスベガス・レイダースに指名されて入団した。
2024年シーズン、第14週のタンパベイ・バッカニアーズ戦でシーズン87回目のレシーブを記録し、前年にサム・ラポルタが作ったルーキーTEによるシーズン最多レシーブ数の記録を更新した。第16週のジャクソンビル・ジャガーズ戦で11レシーブ、99ヤードを記録して、シーズン100レシーブ、1,000レシーブ獲得ヤードを達成。1961年のマイク・ディトカ、2021年のカイル・ピッツに次いでタイトエンドとして同一シーズンに100レシーブ、1,000レシーブ獲得ヤードを記録した史上3人目の選手となった。第17週のニューオーリンズ・セインツ戦では1961年にディトカが記録した1,076ヤードを上回り、ルーキーTEによるシーズン最多レシーブ獲得ヤードの記録を更新したほか、106回目のレシーブで、前年にプカ・ナクアが記録したルーキーによるシーズン最多レシーブ数の記録を更新した。